# Rudu göl
Rudu göl är en sjö i Vetlanda kommun i Småland och ingår i Emåns huvudavrinningsområde.